# Колташов, Василий Георгиевич
Василий Георгиевич Колташов (род. 6 февраля 1979, Новосибирск) — российский левый экономист и политолог, публицист и писатель, историк.
Директор Института нового общества, руководитель его Центра политэкономических исследований. Преподаватель кафедры политической экономии и истории экономических учений Российского экономического университета им. Г. В. Плеханова. Лауреат «XXXII Плехановских чтений». Специализируется по проблематике экономических кризисов и больших циклов.

## Биография
Окончил Сибирский государственный университет путей сообщения, учился у Черненко Альберта Константиновича; преподавал там политологию. Учился в аспирантуре, специализировался на социально-философском изучении политического лидерства. В 2004 году возглавил Сибирское отделение Института проблем глобализации (ИПРОГ), руководимого Б. Кагарлицким. В 2007 году возглавил Центр экономических исследований в Институте глобализации и социальных движений, образованном большей частью коллектива ИПРОГ.
Позже аспирант кафедры политической экономии и истории экономических учений, сотрудник лаборатории международной политической экономии Российского экономического университета им. Г. В. Плеханова. Публиковался в изданиях «Власть», «Логос», «Банковское дело», «Левая политика», «Взгляд.ру».
Выступал в «Независимой газете», на телеканале ОТР, Радио Свобода, в журнале «Международная жизнь». Автор доклада "Левые на Востоке Европы. Буржуазная эволюция постсоветского антикапитализма".
В студенческие годы вступил в КПРФ. Осенью 2002 года был избран Первым секретарем Новосибирского обкома СКМ РФ, весной 2004 года — членом ЦК СКМ РФ. В декабре 2006 года исключен решением ЦК из СКМ РФ, незадолго до этого и из КПРФ. Сторонник социального государства, протекционизма и нелиберальной интеграции в Евразии.
Жена гречанка. Жил в Греции, куда перебрался из Москвы с супругой осенью 2007 года. Отмечал, что в тот год "начал работу над романом «Византийская ночь» о конце античности, нашествии славян и аваров на Балканы, войнах Восточного Рима с персидской империей Сасанидов и других событиях конца VI века". "Роман о бурном упадке Византии под натиском варваров и внутренних противоречий в VI–VII столетиях показался мне подходящей формой выражения проблем современного общества", - замечал автор в 2012 году.
Публикации
- Барабанов О. Н., Григорьев Д. И., Кагарлицкий Б. Ю., Колташов В. Г. Глобальный левый бунт: ожидания и реальность / О. Н. Барабанов, Д. И. Григорьев, Б. Ю. Кагарлицкий, В. Г. Колташов. М., 2018.
- Капитализм кризисов и революций: как сменяются формационные эпохи, рождаются длинные волны, умирают реставрации и наступает неомеркантилизм. М.: «РУСАЙНС», 2019. (Рецензии: проф. РАН Л. Фишмана, А. Коряковцева, и в изданиях Regnum, Инвест-Форсайт, «Евразия. Эксперт»)
- Византийская ночь. Славяне во Фракии. М.: Вече, 2021. (Рецензия В. Ширяева)

Интервью
- «Общество левеет и будет леветь, и это будет оказывать влияние на власть…»